# Torre de caiguda (atracció)
Una torre de caiguda és un tipus d'atracció que incorpora una estructura o torre central. Les torres de caiguda varien en alçada, capacitat de passatgers, tipus d'ascensor i tipus de fre. Molts són fets a mida, tot i que hi ha alguns dissenys produïts en massa. S'experimenta inicialment una sensació d'ingravidesa a través de la caiguda lliure, seguida d'una ràpida desacceleració, després de la qual un sistema de fre magnètic atura el viatge. En general, tota l'experiència dura menys d'un minut.

## Torres de caiguda dels països catalans

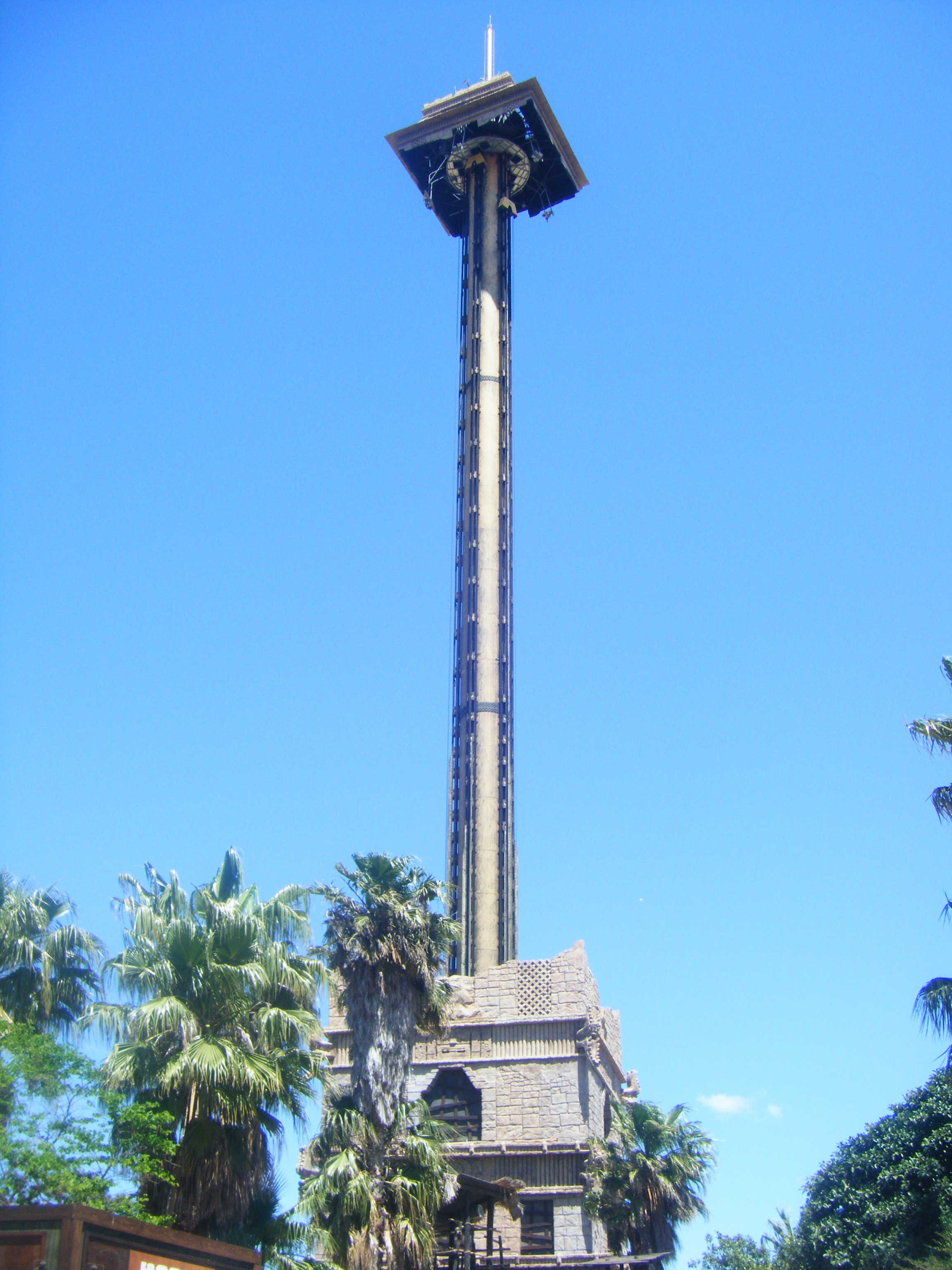
Vista d'Hurakan Condor, la torre de 100 metres d'altura de PortAventura Park, la més alta dels països catalans

| Classificació | Nom              | Parc              | Localització                          | Altura (m) | Velocitat (km/h) | Constructor  | Tipus              | Inauguració |
| ------------- | ---------------- | ----------------- | ------------------------------------- | ---------- | ---------------- | ------------ | ------------------ | ----------- |
| 1             | Hurakan Condor   | PortAventura Park | Salou, Tarragonès, Catalunya          | 100        | 115              | Intamin AG   | Caiguda lliure     | 2005        |
| 2             | El vol del fènix | Terra Mítica      | Benidorm, Marina Baixa, País Valencià | 56         | 80               | Intamin AG   | Caiguda lliure     | 2000        |
| 3             | Thrill Towers    | Ferrari Land      | Salou, Tarragonès, Catalunya          | 55         | 55               | S&S Wordwide | Caiguda controlada | 2017        |
| 4             | Merlí            | Tibidabo          | Barcelona, Barcelonès, Catalunya      | 52         | 80               | Funtime      | Caiguda lliure     | 2024        |
| 5             | Lanzadera        | Magic Land Park   | Orpesa, Plana Alta, País Valencià     | 37         | ???              | ???          | Caiguda controlada | ???         |

## Torres de caiguda més altes del món

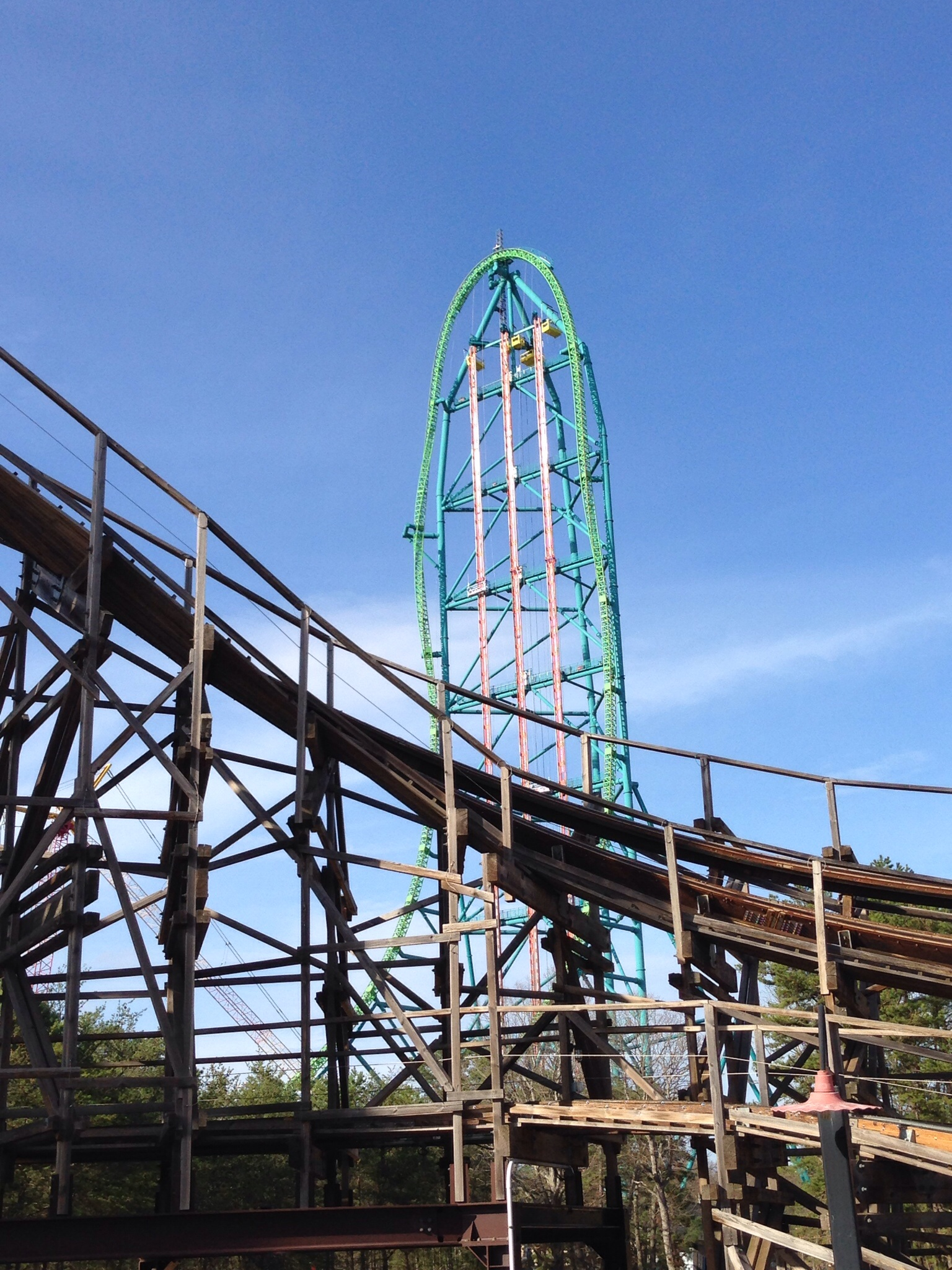
Vista de Zumanjaro: Drop of Doom, la torre de 139 metres d'altura de Six Flags Great Adventure, la més alta del món

| Classificació | Nom                      | Parc                      | Localització                               | Altura (m) | Velocitat (km/h) | Constructor   | Tipus              |      |
| ------------- | ------------------------ | ------------------------- | ------------------------------------------ | ---------- | ---------------- | ------------- | ------------------ | ---- |
| 1             | Zumanjaro: Drop of Doom  | Six Flags Great Adventure | Jackson Township, New Jersey, Estats Units | 139        | 140              | Intamin AG    | Caiguda lliure     | 2014 |
| 2             | Lex Luthor: Drop of Doom | Six Flags Magic Mountain  | Valencia (Califòrnia), Estats Units        | 126        | 137              | Intamin AG    | Caiguda lliure     | 2012 |
| 3             | The Giant Drop           | Dreamworld                | Coomera, Queensland, Estats Units          | 120        | 135              | Intamin AG    | Caiguda lliure     | 1998 |
| 4             | Highlander               | Hansa-Park                | Sierksdorf, Schleswig-Holstein, Alemania   | 120        | 120              | Funtime       | Caiguda lliure     | 2019 |
| 5             | La Venganza del Enigma   | Parque Warner Madrid      | Madrid, Comunitat de Madrid, Espanya       | 115        | 80               | S&S Worldwide | Caiguda controlada | 2002 |